# Cantón de Châteauroux-Este
El cantón de Châteauroux-Este era una división administrativa francesa, que estaba situada en el departamento de Indre y la región de Centro-Valle de Loira.

## Composición
El cantón estaba formado por dos comunas, más una fracción de la comuna que le daba su nombre:
- Châteauroux (fracción)
- Déols
- Montierchaume

## Supresión del cantón de Châteauroux-Este
En aplicación del Decreto n.º 2014-178 de 18 de febrero de 2014, el cantón de Châteauroux-Este fue suprimido el 22 de marzo de 2015 y sus 3 comunas pasaron a formar parte; dos del nuevo cantón de Châteauroux-1 y una del nuevo cantón de Ardentes.